# Deutsche Fotothek
La Deutsche Fotothek (ˈdɔʏtʃə fotoˈteːk) est une banque d'images qui fait partie de la Bibliothèque d'État de Saxe, à Dresde en Allemagne. Elle donne accès à plus de quatre millions d’images, dont 2 165 000 de 92 institutions sont accessibles en ligne au 8 août 2020.

## Historique
La Deutsche Fotothek est créé en 1924.
En 2009, la Fotothek a remis environ 250 000 images à Wikimedia Commons sous la licence CC-BY-SA 3.0.